# Горбушин, Иван Данилович
Иван Данилович Горбушин — советский хозяйственный, государственный и политический деятель.

## Биография
Родился в 1905 году в селе Татарский починок. Член ВКП(б).
С 1922 года — на хозяйственной, общественной и политической работе. В 1922—1966 гг. — ученик Парзинской сельскохозяйственной школы, студент Казанского сельскохозяйственного института, заведующий агропроизводственным отделом в облколхозсоюзе Удмуртии, заведующий отделением и проректор по учебной части в Высшей коммунистической сельскохозяйственной школе, заместитель Председателя Совета Народных Комиссаров Удмуртской АССР.
Избирался депутатом Верховного Совета СССР 2-го и 3-го созывов.